# کنت تورن
کنت تورِن (به انگلیسی: Kenneth Turan) (زادهٔ ۲۷ اکتبر ۱۹۴۶ در ایالات متحده آمریکا) منتقد فیلم بازنشسته نویسنده و مدرس دانشگاه در برنامه کارشناسی ارشد نوشتن حرفه‌ای دانشگاه کالیفرنیای جنوبی است. او از ۱۹۹۱ تا ۲۰۲۰ در لس آنجلس تایمز منتقد فیلم بود و هالیوود ریپورتر او را اینگونه توصیف نمود: «به جرئت می‌توان گفت که پرخواننده‌ترین منتقد فیلم شهر است که بیشتر از همه با ساختن فیلم‌ها سروکار دارد.» او داور بسیاری از جشنواره‌های بین‌المللی را به‌عهده داشته‌است؛ مانند چهل و چهارمین جشنواره فیلم کارلووی واری که در آن نیکی کریمی نیز به عنوان یکی از داوران اصلی حضور داشت.
کنت تورِن در مستندی با نام به‌خاطر عشق به فیلم: ماجرای نقد فیلم‌های آمریکایی حضور یافت که در آن مستند، بحث و مجادله‌ای معروف با جیمز کامرون داشت و از فیلم تایتانیک انتقاد کرد و به آن نمرهٔ منفی داد.

## جوایز
- تقدیرنامهٔ مخصوص، جایزهٔ انجمن ملی منتقدان فیلم، سال ۲۰۰۶